# Ossian Skiöld
Ossian Skiöld (Suecia, 22 de junio de 1899-22 de agosto de 1961) fue un atleta sueco, especialista en la prueba de lanzamiento de martillo en la que llegó a ser subcampeón olímpico en 1928.

## Carrera deportiva
En los JJ. OO. de Ámsterdam 1928 ganó la medalla de plata en el lanzamiento de martillo, llegando hasta los 51.29 metros, siendo superado por el irlandés Patrick O'Callaghan (oro con 51.39 m) y por delante del estadounidense Edmund Black (bronce con 49.03 metros).